# Agnayi
Agnayi é uma personagem da mitologia hindu. Esposa de Agni.